# 輕子數
轻子数是粒子物理学中定义的一个量子数，常用L来表示。轻子数规定为轻子的数目减去反轻子的数目。方程形式：
{\displaystyle L=n_{\ell }-n_{\overline {\ell }}}
因此所有的轻子的轻子数为+1，反轻子的轻子数为−1，非轻子粒子的轻子数为0。轻子数（有时也称作轻荷）是可加的量子数，这意味着它的和在作用下守恒（与之相反的是可乘的量子数如宇称，它的积在电磁作用与强相互作用下是守恒的）。
类似于轻子数，各轻子族数的定义 
- Le，电子与电中微子的电轻子数；
- Lμ，μ子与μ中微子的μ轻子数；
- Lτ，τ子与τ中微子的τ轻子数；

与轻子数的定义有相同的模式：该族粒子的该量子数为+1，该族反粒子的该量子数为−1，非该族的粒子的该量子数为0。

## 轻子数守恒定律
粒子物理学标准模型依赖于轻子数守恒，即作用过程中轻子数不变。例如beta衰变：
{\displaystyle {\begin{matrix}&n&\rightarrow &p&+&e^{-}&+&{\overline {\nu }}_{e}\\L:&0&=&0&+&1&-&1\end{matrix}}}
反应前轻子数为0（中子n是一个重子因此反应前没有轻子），而反应后总轻子数也为0，其中质子的轻子数为0，电子(一种轻子)的轻子数为+1，反电中微子(一种轻子)的轻子数为−1。因此衰变后轻子数之和为0，该数量守恒。
轻子族数守恒，即每一轻子族的轻子的数量守恒。例如，μ子总是衰变为：
{\displaystyle {\begin{matrix}&\mu ^{-}&\rightarrow &e^{-}&+&{\overline {\nu }}_{e}&+&\nu _{\mu }\\L:&1&=&1&-&1&+&1\\L_{e}:&0&=&1&-&1&+&0\\L_{\mu }:&1&=&0&+&0&+&1\end{matrix}}}
因此保持了电轻子数与μ轻子数不变。这意味这轻子族数守恒定律对于每一个Le, Lμ, Lτ成立。
轻子族数守恒，可以直观理解为有质量的基本粒子是由费米子组成。费米子包括夸克、电轻子、μ轻子、τ轻子四大类别。这四类费米子不可分解为更细小的粒子，因此在反应时，这四类费米子必须分别是成对出现或成对湮灭。所以夸克数、电轻子数、μ轻子数、τ轻子数分别都是守恒的。

## 轻子数守恒定律的违反
标准模型中，如果中微子是无质量的，则轻子族数（LF numbers）守恒。由于观测到了中微子振荡，中微子确是有微小质量因而轻子族数守恒定律仅是近似成立的。这意味着轻子族数守恒律可以违反，虽然因中微子质量很小，在包括带电轻子的反应中轻子族数守恒定律成立的可能性很大。但是，轻子总数的守恒律在标准模型下必须成立。因此可以看到罕见的μ子衰变：
{\displaystyle {\begin{matrix}&\mu ^{-}&\rightarrow &e^{-}&+&\nu _{e}&+&{\overline {\nu }}_{\mu }\\L:&1&=&1&+&1&-&1\\L_{e}:&0&\neq &1&+&1&+&0\\L_{\mu }:&1&\neq &0&+&0&-&1\end{matrix}}}

## 参阅
- 轻子
- 重子数
- 量子数